# Tyta speciosissima
Tyta speciosissima är en fjärilsart som beskrevs av Felix Bryk 1940. Tyta speciosissima ingår i släktet Tyta och familjen nattflyn. Inga underarter finns listade i Catalogue of Life.